# 気候要素
気候要素（きこうようそ、英語: climatic element）とは、1つの気候を構成する要素のことである。主な気候要素として、気温や降水量、風などが挙げられる。

## 概要

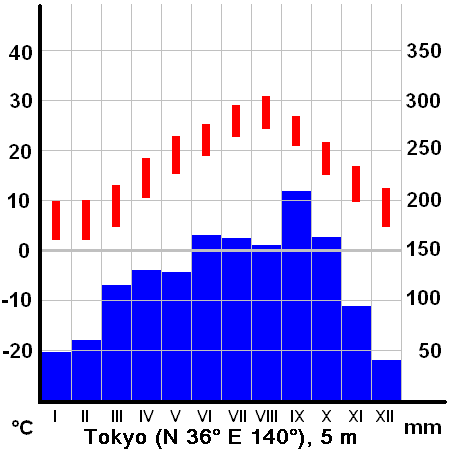
気候要素を数値化し、グラフで表現した雨温図

気候要素は、数値化して表現したり、ある程度の区分を設けて表現したりする。その際、グラフや表（テーブル）、図などを使って表現したり、気候区分によって地域的に気候を表現したりする。
気候の考察において、多数の気候要素があわさることで気候が形成され、個々の気候要素の相違によって異なる気候が形成されると考える。このため、気候要素の組み合わせで気候を表現することができる。その際には統計的な処理を行って長期間の平均値などを用いることが多く、気象庁では30年平均値を用いている。なお、平均値のほか、各要素の変動の幅や再現期間などの値も用いられることがある。
似た言葉に「気象要素」があり、重複する要素名もあるものの、気候要素は、気象要素をもとに統計処理をすることで導出されるため、統計処理の方法や期間によって異なる値が導かれることがある。また、要素名でも、気象要素に含まれる雲形は気候要素には含めないなど、多少の違いがある。

## 気候要素の一覧
気温、降水量、風（風向・風速）の3つは気候の特性を掴むにあたり欠かせないものであり、「主要気候要素」「気候の3大要素」などと言う。
気候要素としてこのほか、気圧、湿度、日照時間、日射量、積雪量、雲量、天気などが挙げられる。
また場合により地温、蒸発散（蒸発量）、視程、塵埃の量、紫外線の強度、海水温などが挙げられることもある。